# Корпикоски, Лаури
Лаури Корпикоски (фин. Lauri Korpikoski; род. 28 июля 1986, Турку) — финский хоккеист, нападающий клуба ТПС.

## Достижения
- Наибольшее кол-во очков на юниорском чемпионате мира (11) — 2004
- Бронзовый призёр Молодёжного чемпионата мира — 2006
- Обладатель Кубка Виктории («Нью-Йорк Рейнджерс»)
- Бронзовый призёр Олимпийских игр — 2014

## Статистика
| Легенда | Легенда                    | Легенда | Легенда                   | Легенда | Легенда    |
| ------- | -------------------------- | ------- | ------------------------- | ------- | ---------- |
| И       | Количество проведённых игр | Штр     | Штрафное время            | +/−     | Плюс-минус |
| Г       | Голы                       | П       | Голевые передачи          | О       | Очки       |
| -       | Статистика неизвестна      | —       | Статистика не учитывалась |         |            |